# Arrondissement de Brielle
1811–1814
L'arrondissement de Brielle (en néerlandais : Arrondissement Den Briel ou Arrondissement Brielle) était une subdivision administrative française du département des Bouches-de-la-Meuse du Premier Empire créée le 1er janvier 1811 et supprimée le 11 avril 1814.
En 1813, l'arrondissement comptait 27 192 habitants, dont 13 550 à Brielle, 7 306 à Gorée et 6 336 à Sommelsdyck.

## Géographie

### Cantons
L'arrondissement de Brielle comprenait les cantons suivants : 
- Brielle (Den Briel)
- Gorée (Goedereede)
- Sommelsdyck (Sommelsdijk)